# Ignàsia Verzeri
Ignàsia Verzeri (Bèrgam, 1801 - Brescia, 1852) va ser una catòlica italiana que es va fer monja benedictina i va fundar les Filles del Sagrat Cor de Jesús. Va dedicar la seva vida a les necessitats de les nenes i la seva educació. Va establir orfenats i va proporcionar ajuda a vells i malalts. El seu nom de monja va ser Teresa Eustochio.
Va ser beatificada el 27 d'octubre de 1946 després del reconeixement de dos miracles atribuïts a la seva intercessió i un tercer va permetre la seva canonització el 10 de juny de 2001.

## Biografia
Va néixer a Bèrgam el 1801 com la gran dels set fills d'Antonio Verzeri i la comtessa Elena Pedrocca-Grumelli. La seva tia Antonia Grumelli era una religiosa clarissa i va profetitzar que entraria en el servei religiós. El seu germà era Girolamo Verzeri, que esdevindria bisbe de Brescia el 30 de setembre de 1850.
El canonge Giuseppe Benaglio, vicari general de Bèrgam, va supervisar els seus estudis; i més tard va estudiar amb les monges benedictines de Santa Grata a Bèrgam. Devota i intel·ligent, Verzeri volia servir a Déu tot i que al principi va tenir dubtes de la seva vocació.
El 8 de febrer de 1831, amb l'ajut de Benaglio, va fundar les Filles del Sagrat Cor de Jesús. Ella pretenia que aquesta nova congregació fos un grup que se centrés en la vida de les noies, en particular la seva educació. Benaglio va morir el 1836, deixant-li la tasca de dirigir sola la congregació. Va treballar incansablement per establir orfenats i va proporcionar assistència de diverses maneres a vells i malalts.

## Llegat
La congregació de Verzeri va continuar creixent després de la seva mort i es va expandir a indrets de l'Amèrica Llatina com el Brasil, l'Argentina i Bolívia. També es va expandir a Àsia a l'Índia i a Àfrica al Camerun i a la República Centreafricana. A Europa va arribar a llocs com Albània.

## Canonització
El procés de canonització es va obrir el 23 d'agost de 1883 amb Lleó XIII, que li va atorgar el títol de Serventa de Déu. Es van celebrar dos processos tant a Bèrgam com a Roma. El papa Pius XI va aprovar la seva vida de virtuts heroiques i li va concedir el títol de venerable.
Dos miracles atribuïts a la seva intercessió van permetre al papa Pius XII celebrar la seva beatificació el 27 d'octubre de 1946 i un tercer miracle atribuït a ella va permetre al papa Joan Pau II canonitzar-la el 10 de juny de 2001.